# امیر، اسرائیل
امیر، اسرائیل (به لاتین: Amir, Israel) یک منطقهٔ مسکونی در اسرائیل است که در Finger of the Galilee واقع شده‌است.

## خصوصیات
امیر ۵۳۶ نفر جمعیت دارد.